# د. إلمو هاردي
د. إلمو هاردي (بالإنجليزية: Dilbert Elmo Hardy)‏ هو عالم حشرات وعالم حيوانات أمريكي، ولد في 3 سبتمبر 1914 في ليهي في الولايات المتحدة، وتوفي في 17 أكتوبر 2002 في هونولولو في الولايات المتحدة.